# Argenta (Illinois)
Pour les articles homonymes, voir Argenta.
Argenta est un village du comté de Macon dans l'Illinois, aux États-Unis,. Il est situé au nord-est du comté et de la ville de Decatur, le siège de comté. Le village est incorporé le 30 octobre 1894.

## Démographie
Lors du recensement de 2010, le village comptait une population de 947 habitants. Elle est estimée, en 2016, à 908 habitants.

### Source de la traduction
- (en) Cet article est partiellement ou en totalité issu de l’article de Wikipédia en anglais intitulé « Argenta, Illinois » (voir la liste des auteurs).